# Gerd Crüger
Gerd Crüger (* 2. Juli 1928 in Königsberg (Ostpreußen); † 11. November 2019 in Braunschweig) war Agrarwissenschaftler und Phytomediziner. Er war in der Biologischen Bundesanstalt (BBA) als Vizepräsident für die Zusammenführung der Prüfinstitutionen in West- und Ostdeutschland zuständig.

## Leben und Wirken
Nach Ende des Krieges kam Crüger nach Oldenburg, legte dort das Abitur ab und absolvierte im Anschluss eine Lehre als Gärtner. Im Herbst 1950 begann er das Studium des Erwerbsgartenbaus an der Fakultät für Gartenbau und Landeskultur der Technischen Hochschule Hannover, das er erfolgreich als Diplomgärtner im November 1953 abschloss. Es folgte ein Studienaufenthalt in England und seine Anstellung als wissenschaftlicher Assistent im Institut für Pflanzenkrankheiten und Pflanzenschutz der Technischen Hochschule Hannover. Mit seiner Dissertation Untersuchungen über die Bedeutung von Diffusion und Adsorption für eine Bodenbegasung mit Chlorpikrin schloss er mit der Promotion zum Dr. rer. hort. 1956 erfolgreich ab und erhielt anschließend eine Anstellung im Pflanzenschutzamt Oldenburg. Dort befasste er sich vornehmlich mit Fragen der Feldmausbekämpfung in der Wesermarsch.
Zum 1. Februar 1958 trat Crüger in die Biologische Bundesanstalt für Land- und Forstwirtschaft (BBA) ein und übernahm das Arbeitsgebiet Pflanzenschutz im Gemüsebau. 1966 konnte er ins Beamtenverhältnis wechseln, wurde 1959 wissenschaftlicher Oberrat, 1970 Leiter seines Instituts, 1971 Wissenschaftlicher Direktor und 1975 zum Direktor und Professor ernannt. Mit der angeordneten Verlegung seiner Einrichtung von Fischenich nach Braunschweig übernahm er auch das BBA-Institut für Pflanzenschutz im Zierpflanzenbau aus Berlin-Dahlem und stand am neuen Standort dem Institut für Pflanzenschutz im Gartenbau vor. Mit der Wiederherstellung der deutschen Einheit wurde auch der staatliche Pflanzenschutz aus beiden Teilen Deutschlands wieder zusammengeführt. Dem von Crüger geleiteten Institut wurden Außenstellen in Kleinmachnow (Resistenzprüfung) und in Dresden-Pillnitz (Bodenmüdigkeit und Nachbauprobleme) angegliedert.
Mit Ablauf des Monats Juli 1993 trat Gerd Crüger nach 35 Dienstjahren in den Ruhestand.

## Besondere Ehrungen
Der Zentralverband Gartenbau verlieh ihm 1993 in Würdigung seiner Verdienste um den deutschen Gartenbau die Ernst-Schröder-Medaille. 1995 wurde er in Anerkennung seiner besonderen Verdienste mit dem Verdienstkreuz 1. Klasse des Verdienstordens der Bundesrepublik Deutschland ausgezeichnet. Für seine Verdienste um die angewandte Phytomedizin wurde Crüger vom Vorstand der Deutschen Phytomedizinischen Gesellschaft (DPG) am 2001 mit der Ehrennadel der DPG ausgezeichnet, das Julius Kühn-Institut (JKI) zeichnete ihn 2014 mit der Ehrennadel des JKI aus.